# Franjo Tomić
Franjo Tomić (Siverić, 1936.) je hrvatski agronom i akademik.
Redoviti je član Hrvatske akademije znanosti i umjetnosti.

## Vanjske poveznice
- Franjo Tomić Hrvatska tehnička enciklopedija, portal hrvatske tehničke baštine. LZMK